# Carla Morrison
Carla Patricia Morrison Flores (Bassa California, 19 luglio 1986) è una cantautrice e compositrice messicana.

## Biografia
Carla Morrison ha esordito nel mondo della musica pubblicando, tra il 2009 e il 2010, gli EP Aprendiendo a aprender e Mientras tú dormías..., l'ultimo dei quali è stato candidato ad un Latin Grammy Award. Nel 2009 si è esibita al Teatro Fru Fru come artista di apertura di Natalia Lafourcade. La consacrazione musicale è avvenuta nel 2012, con la pubblicazione dell'album di debutto, intitolato Déjenme llorar, certificato disco di platino in Messico e candidato a un Grammy Award. In occasione dei Latin Grammy Awards 2012 Morrison ha vinto due premi, come miglior album di musica alternativa e miglior canzone alternativa.
Nel 2013 la cantante si è esibita al Lollapalooza, mentre nel 2015 ha pubblicato il secondo disco Amor supremo, di cui è stata realizzata una versione acustica due anni più tardi. Anch'esso ha ricevuto una candidatura al Grammy e al Latin Grammy; nell'ambito di quest'ultima premiazione ha invece vinto con il brano Vez primera. Nel 2020 ha collaborato con Ricky Martin in Recuerdo, certificato disco d'oro in madrepatria.

## Discografia

### Album in studio
- 2012 – Déjenme llorar
- 2015 – Amor supremo
- 2017 – Amor supremo desnudo
- 2022 – El Renacimiento

### EP
- 2009 – Aprendiendo a aprender
- 2010 – Mientras tú dormías...
- 2013 – Jugando en serio
- 2016 – La niña del tambor

### Singoli
- 2009 – Está soledad
- 2009 – Lagrimas
- 2011 – Compartir
- 2011 – Yo sigo aquí
- 2011 – Una salida
- 2012 – Déjenme llorar
- 2012 – Hasta la piel
- 2012 – Eres tú
- 2012 – Disfruto
- 2012 – Maleza
- 2015 – Un beso
- 2015 – Tu atacas
- 2015 – Todo pasa
- 2017 – Dime mentiras
- 2017 – Te regalo
- 2020 – Ansiedad
- 2020 – No me llames